# UAE Team ADQ
Das UAE Team ADQ ist ein Radsportteam im Frauenradsport.

## Organisation und Geschichte
Das Team wurde zur Saison 2011 gegründet und hatte seinen Sitz in zunächst in Cornaredo. Es wurde von Francesco Fabbri geleitet. Namenssponsoren waren MCipollini, die Fahrradmarke des ehemaligen Straßenradsportsprinters Mario Cipollini, und die Landschaftsarchitekturfirma Giambenini. Weiterer Hauptsponsor war Gauss, ein Hersteller von magnetischen Fertigungselementen, der bis zum Jahr 2011 das Team Gauss sponserte, welches zur Saison 2012 mit dem Team MCipollini Giambenini fusionierte. 2013 war der Sportbekleidungshersteller Giordana zweiter Namenssponsor. Er wurde 2014 durch den Sportbekleidungshersteller Alé ersetzt.
Zur Saison 2020 erhielt das Team eine Lizenz als UCI Women’s WorldTeam und  BTC Ljubljana, vormals Sponsor des UCI Women’s Teams  BTC City Ljubljana wurde zweiter Namenssponsor. Zum Jahresende 2021 wurde das Ausscheiden der bisherigen Hauptsponsoren Alé und Cipollini und ihre Ablösung durch die Sponsoren der Männermannschaft UAE Team Emirates bekannt gegeben. Einzelheiten der Abmachung sollten zu einem späteren Zeitpunkt bekannt gegeben werden. Das Team wurde in UAE Team ADQ umbenannt. ADQ ist der drittgrößte Staatsfonds der Vereinigten Arabischen Emirate. Zur Saison 2022 wurde das UAE Team ADQ als UCI Women’s WorldTeam mit Nationalität der Vereinigten Arabischen Emirate lizenziert. Seit der Saison 2023 betreibt das Team mit dem UAE Development Team ein eigenes Development Team, das aus der italienischen Mannschaft Valcar-Travel & Service hervorgegangen ist.

## Platzierungen in UCI-Ranglisten
UCI Weltcup 
| World Cup   | World Cup   | World Cup                | World Cup |
| Jahr        | Teamwertung | Einzelwertung            |           |
| ----------- | ----------- | ------------------------ | --------- |
| 2011        | 6.          | Nicole Cooke (13. )      |           |
| 2012        | 8.          | Monia Baccaille (15. )   |           |
| 2013        | 16.         | Marta Tagliaferro (39. ) |           |
| 2014        | 9.          | Shelley Olds (14. )      |           |
| 2015        | 10.         | Shelley Olds (13. )      |           |
|             |             |                          |           |
| Quelle: UCI |             |                          |           |

UCI Women’s WorldTour
| UCI World Tour | UCI World Tour | UCI World Tour           | UCI World Tour |
| Jahr           | Teamwertung    | Einzelwertung            |                |
| -------------- | -------------- | ------------------------ | -------------- |
| 2016           | 8.             | Marta Bastianelli (16. ) |                |
| 2017           | 8.             | Chloe Hosking (10. )     |                |
| 2018           | 8.             | Chloe Hosking (17. )     |                |
| 2019           | 10.            | Soraya Paladin (11. )    |                |
| 2020           | 12.            | Mavi García (19. )       |                |
| 2021           | 7.             | Marlen Reusser (8. )     |                |
| 2022           | 8.             | Mavi García (13. )       |                |
| 2023           | 4.             | Silvia Persico (10. )    |                |
| 2024           | 7.             | Karlijn Swinkels (14. )  |                |
|                |                |                          |                |
| Quelle: UCI    |                |                          |                |

UCI World Ranking
| UCI Ranking | UCI Ranking | UCI Ranking              | UCI Ranking |
| Jahr        | Teamwertung | Einzelwertung            |             |
| ----------- | ----------- | ------------------------ | ----------- |
| 2011        | 6.          | Nicole Cooke (14. )      |             |
| 2012        | 7.          | Monia Baccaille (22. )   |             |
| 2013        | 7.          | Tatjana Antoschina (9. ) |             |
| 2014        | 8.          | Shelley Olds (9. )       |             |
| 2015        | 9.          | Shelley Olds (15. )      |             |
| 2016        | 8.          | Marta Bastianelli (16. ) |             |
| 2017        | 8.          | Chloe Hosking (13. )     |             |
| 2018        | 8.          | Marta Bastianelli (10. ) |             |
| 2019        | 11.         | Soraya Paladin (11. )    |             |
| 2020        | 8.          | Mavi García (14. )       |             |
| 2021        | 5.          | Marlen Reusser (6. )     |             |
| 2022        | 7.          | Marta Bastianelli (15. ) |             |
| 2023        | 4.          | Silvia Persico (10. )    |             |
| 2024        | 5.          | Karlijn Swinkels (13. )  |             |
|             |             |                          |             |
| Quelle: UCI |             |                          |             |

## Mannschaft 2025
| Teamkader 2025                 | Teamkader 2025     | Teamkader 2025               | Teamkader 2025                    |
| Name                           | Geburtsdatum       | Land                         | Vorheriges Team                   |
| ------------------------------ | ------------------ | ---------------------------- | --------------------------------- |
| Safiya Al Sayegh               | 23. September 2001 | Vereinigte Arabische Emirate |                                   |
| Alena Amjaljussik              | 6. Februar 1989    | Belarus                      | Canyon-SRAM Racing (2022)         |
| Elynor Bäckstedt               | 6. Dezember 2001   | Vereinigtes Königreich       | Lidl-Trek (2024)                  |
| Sofia Bertizzolo               | 21. August 1997    | Italien                      | Liv Racing (2021)                 |
| Brodie Chapman                 | 9. April 1991      | Australien                   | Lidl-Trek (2024)                  |
| Eleonora Gasparrini            | 25. März 2002      | Italien                      | Valcar-Travel & Service (2022)    |
| Lara Gillespie                 | 21. April 2001     | Irland                       | UAE Development Team (2024)       |
| Elizabeth Holden               | 12. September 1997 | Vereinigtes Königreich       | Le Col-Wahoo (2022)               |
| Alena Ivanchenko               | 16. November 2003  | Russland                     |                                   |
| Elisa Longo Borghini           | 10. Dezember 1991  | Italien                      | Lidl-Trek (2024)                  |
| Erica Magnaldi                 | 24. August 1992    | Italien                      | Ceratizit-WNT Pro Cycling (2021)  |
| Greta Marturano                | 14. Juni 1998      | Italien                      | Fenix-Deceuninck (2024)           |
| Tereza Neumanová               | 9. August 1998     | Tschechien                   | Liv Racing TeqFind (2023)         |
| Silvia Persico                 | 25. Juli 1997      | Italien                      | Valcar-Travel & Service (2022)    |
| Maëva Squiban                  | 19. März 2002      | Frankreich                   | Arkéa-B&B Hotels Women (2024)     |
| Karlijn Swinkels               | 28. Oktober 1998   | Niederlande                  | Team Jumbo-Visma (2023)           |
| Sofie van Rooijen              | 13. Juli 2002      | Niederlande                  | VolkerWessels (2024)              |
| Dominika Włodarczyk            | 27. Januar 2001    | Polen                        | MAT Atom Deweloper Wrocław (2023) |
| Paula Blasi (16. Mai–31. Dez.) | 19. Februar 2003   | Spanien                      | Massi Baix Ter (2024)             |
|                                |                    |                              |                                   |
| Quelle: ProCyclingStats        |                    |                              |                                   |